# Réserve nationale de faune de Wallace Bay
La réserve nationale de faune de Wallace Bay (anglais : Wallace Bay National Wildlife Area) est une réserve nationale de faune du Canada située dans le comté de Cumberland en Nouvelle-Écosse. Cette aire protégée de 698 ha a été créé en 1980 dans le but de protégée des terres humides côtières. On y retrouve plusieurs espèces d'oiseaux qui s'y reproduisent dont la Sarcelle à ailes vertes, le Canard noir, le Canard pilet, la Sarcelle à ailes bleues, le Canard souchet, le Canard d'Amérique, le Fuligule à collier et le Harle couronné. Elle est administrée par le Service canadien de la faune.